# Lutjanus agennes
Lutjanus agennes är en fiskart som beskrevs av Bleeker, 1863. Lutjanus agennes ingår i släktet Lutjanus och familjen Lutjanidae. Inga underarter finns listade i Catalogue of Life.